# Мешково (деревня, Троицкий административный округ)
Мешково — деревня в Троицком административном округе Москвы (до 1 июля 2012 года в составе Подольского района Московской области). Входит в состав поселения Клёновское.

## Население
| 1859 | 1890 | 1899 | 1926 | 2002 | 2006 | 2010 |
| ---- | ---- | ---- | ---- | ---- | ---- | ---- |
| 131  | ↗134 | ↘132 | ↗181 | ↘12  | ↘9   | ↗16  |

Согласно Всероссийской переписи, в 2002 году в деревне проживало 12 человек (7 мужчин и 5 женщин). По данным на 2005 год в деревне проживало 9 человек.

## География
Деревня Мешково расположена в юго-восточной части Троицкого административного округа, примерно в 58 км к юго-западу от центра города Москвы. В 4 км северо-западнее деревни проходит Варшавское шоссе, в 15 км к востоку — Симферопольское шоссе М2, в 10 км к северо-востоку — Московское малое кольцо А107, в 6 км к югу — Большое кольцо Московской железной дороги.
К деревне приписано два садоводческих товарищества (СНТ). Связана автобусным сообщением с городом Подольском. Ближайшие населённые пункты — деревни Маврино, Дубовка и Починки.
На территории Новой Москвы есть ещё одна деревня с таким же названием, она находится в Новомосковском административном округе и входит в состав поселения Московский.

## История
В «Списке населённых мест» 1862 года — владельческая деревня 1-го стана Подольского уезда Московской губернии по левую сторону Московско-Варшавского шоссе, из Подольска в Малоярославец, в 24 верстах от уездного города и 7 верстах от становой квартиры, при пруде и колодце, с 23 дворами и 131 жителем (66 мужчин, 65 женщин).
По данным на 1899 год — деревня Клёновской волости Подольского уезда с 132 жителями.
В 1913 году — 29 дворов.
По материалам Всесоюзной переписи населения 1926 года — деревня Мавринского сельсовета Клёновской волости Подольского уезда в 3,7 км от Варшавского шоссе и 12,8 км от станции Столбовая Курской железной дороги, проживал 181 житель (88 мужчин, 93 женщины), насчитывалось 39 крестьянских хозяйств.
1929—1963, 1965—2012 гг. — населённый пункт в составе Подольского района Московской области.
1963—1965 гг. — в составе Ленинского укрупнённого сельского района Московской области.
С 2012 г. — в составе города Москвы.